# Forêt communale

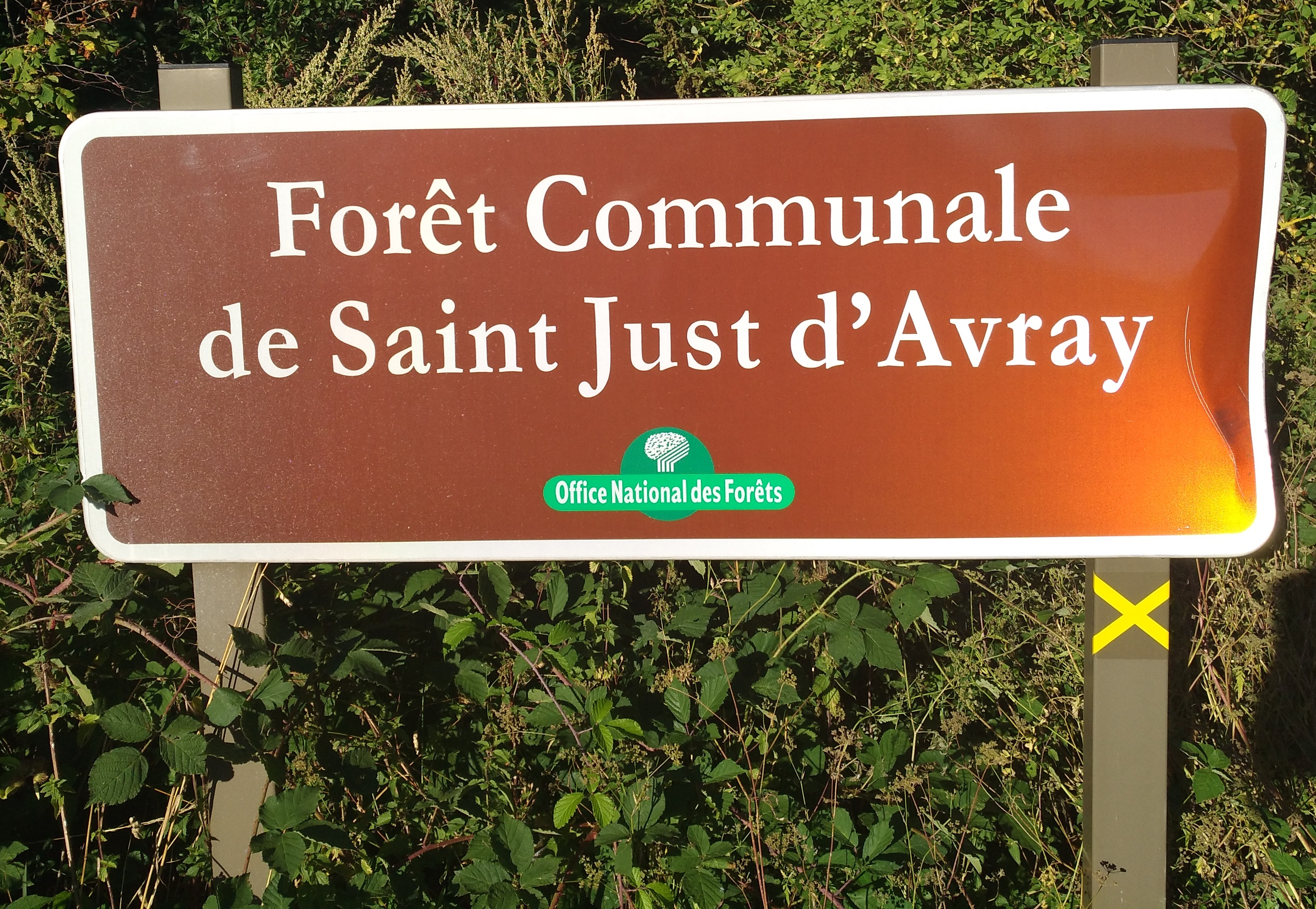
Forêt communale de Saint-Just-d'Avray.

Une forêt communale est, en France, une forêt publique faisant partie du domaine privé d'une commune, qui est alors dite commune forestière.
Il y a environ 11 000 communes forestières, situées pour l'essentiel dans la moitié Est du pays. Elles possèdent 2,6 millions d'hectares de forêt, soit environ un sixième de la forêt française.

## Origines
Une forêt peut naturellement devenir communale lorsqu'elle est achetée par une commune. Toutefois, beaucoup de forêts communales françaises sont anciennes et leur origine est parfois complexe.
Un certain nombre de forêts sont devenues communales par cantonnement des droits d'usage dans des forêts domaniales plus vastes. En particulier en Alsace, il y a eu une vague de cantonnements autour de 1750 et durant le Second Empire.
D'autres sont devenues communales avec la Révolution française.

## Statut juridique
Les forêts communales, comme toute forêt publique, doivent relever du régime forestier. La gestion en est alors assurée par l'Office national des forêts. Cependant, pour que la forêt relève de ce régime, il faut que la commune en fasse la demande. Certaines forêts communales n'en relèvent toujours pas.
La commune peut aliéner librement tout ou partie de sa forêt, après avoir demandé la distraction du régime forestier.